# Pteris adaucta
Pteris adaucta là một loài dương xỉ trong họ Pteridaceae. Loài này được Rosenst. mô tả khoa học đầu tiên năm 1913.
Danh pháp khoa học của loài này chưa được làm sáng tỏ. 